# آرتونژ
آرتونژ (به فرانسوی: Artonges) یکی از کمون‌های فرانسه در کشور فرانسه است که در انه واقع شده‌است.

## خصوصیات
آرتونژ ۱۳٫۱۲ کیلومترمربع مساحت و ۱۸۴ نفر جمعیت دارد و ۱۶۵ متر بالاتر از سطح دریا واقع شده‌است.